# NGC 2065
NGC 2065 je otvoreni skup u zviježđu Stolu. 

## Vanjske poveznice
- SEDS: NGC 2065